# Château Stahleck
 (septembre 2018).
Si vous disposez d'ouvrages ou d'articles de référence ou si vous connaissez des sites web de qualité traitant du thème abordé ici, merci de compléter l'article en donnant les références utiles à sa vérifiabilité et en les liant à la section « Notes et références ».
Le château Stahleck (en allemand : Burg Stahleck) est un château fort du XIIe siècle, situé en Allemagne.

## Emplacement
Le château Stahleck est situé sur la rive gauche du Rhin près de Bacharach, à 50 km au sud de Coblence.

## Histoire
Le château est mentionné pour la première fois en 1135 comme fief des princes-électeurs de Cologne. C'est le premier grand château au  nord de Rüdesheim et de Bingen destiné à sécuriser le secteur des quatre vallées autour de Bacharach. En 1142 Hermann von Stahleck devient comte de Palatinat et prince-électeur. En 1214 le château Stahleck est transmis par mariage aux Wittelsbach (jusqu'en 1802).
Stahleck 1346 était ouvert a l'archevêque de Mayence, Gerlach de Nassau. Pendant la Guerre de Trente Ans il est conquis à plusieurs reprises et subit des ravages. Le château réparé devient définitivement en 1689 une ruine lors de la guerre de la Ligue d'Augsbourg  comme la plupart des châteaux de la Vallée du Haut-Rhin moyen.
Au XIXe siècle, le château est possédé personnellement par le Kronprinz de Prusse, Frédéric-Guillaume, qui l'offre en 1829 à sa femme. Les ruines médiévales avaient été détruites, rendant impossible sa reconstruction. Ce n'est qu'à partir de 1909, quand le château est devenu la propriété de l'association rhénane pour la restauration des monuments et la protection du paysage de Cologne que des travaux de sauvegarde ont commencé.
À partir de 1925, le château  a été restauré sur les soubassements pour devenir une auberge de jeunesse. Sous le Troisième Reich le château a été transformé en camp de rééducation pour la jeunesse. Depuis la fin de la Seconde Guerre mondiale, le château est à nouveau une auberge de jeunesse.

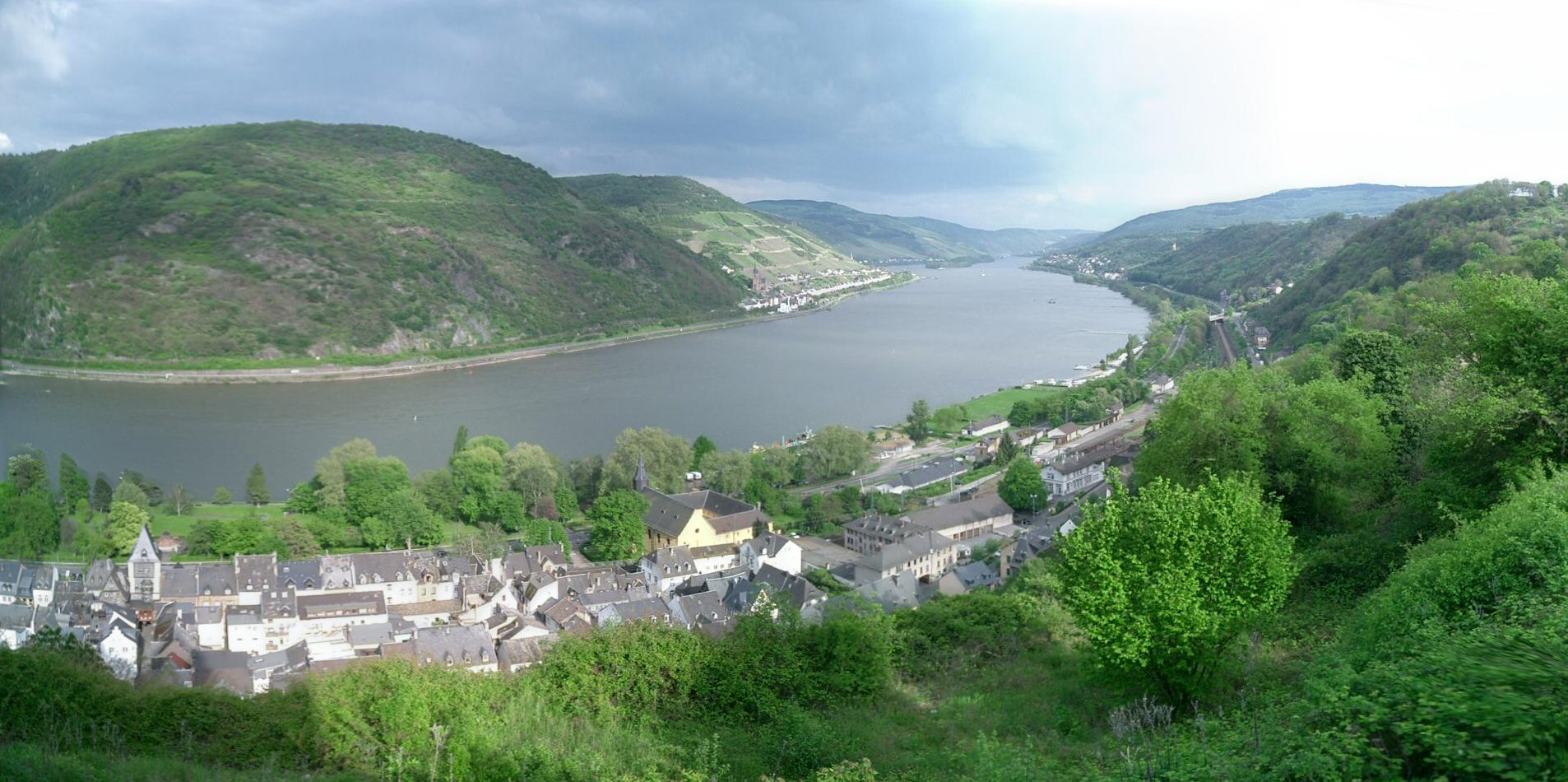
Vue sur la vallée du Rhin
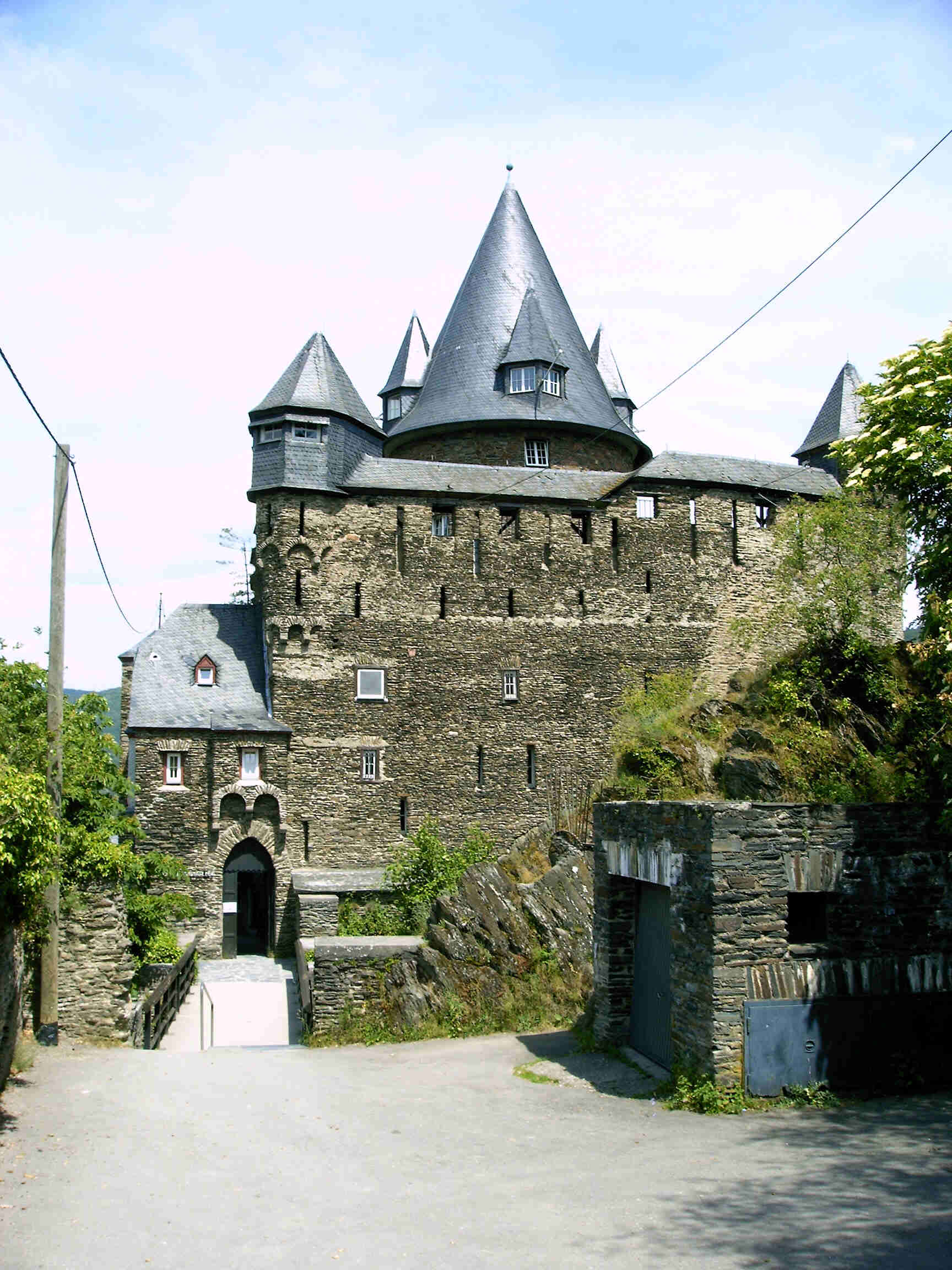
Entrée du château

## Convention de La Haye
Le château Stahleck est inscrit depuis 1989 à la Convention pour la protection des biens culturels en cas de conflit armé (Convention de La Haye).